# Euhybus hyalopterus
Euhybus hyalopterus är en tvåvingeart som beskrevs av Mario Bezzi 1905. Euhybus hyalopterus ingår i släktet Euhybus och familjen puckeldansflugor. Inga underarter finns listade i Catalogue of Life.